# Cataspilota armicollis
Cataspilota armicollis är en bönsyrseart som beskrevs av Karsch 1892. Cataspilota armicollis ingår i släktet Cataspilota och familjen Mantidae. Inga underarter finns listade i Catalogue of Life.